# Carregador (profissão)

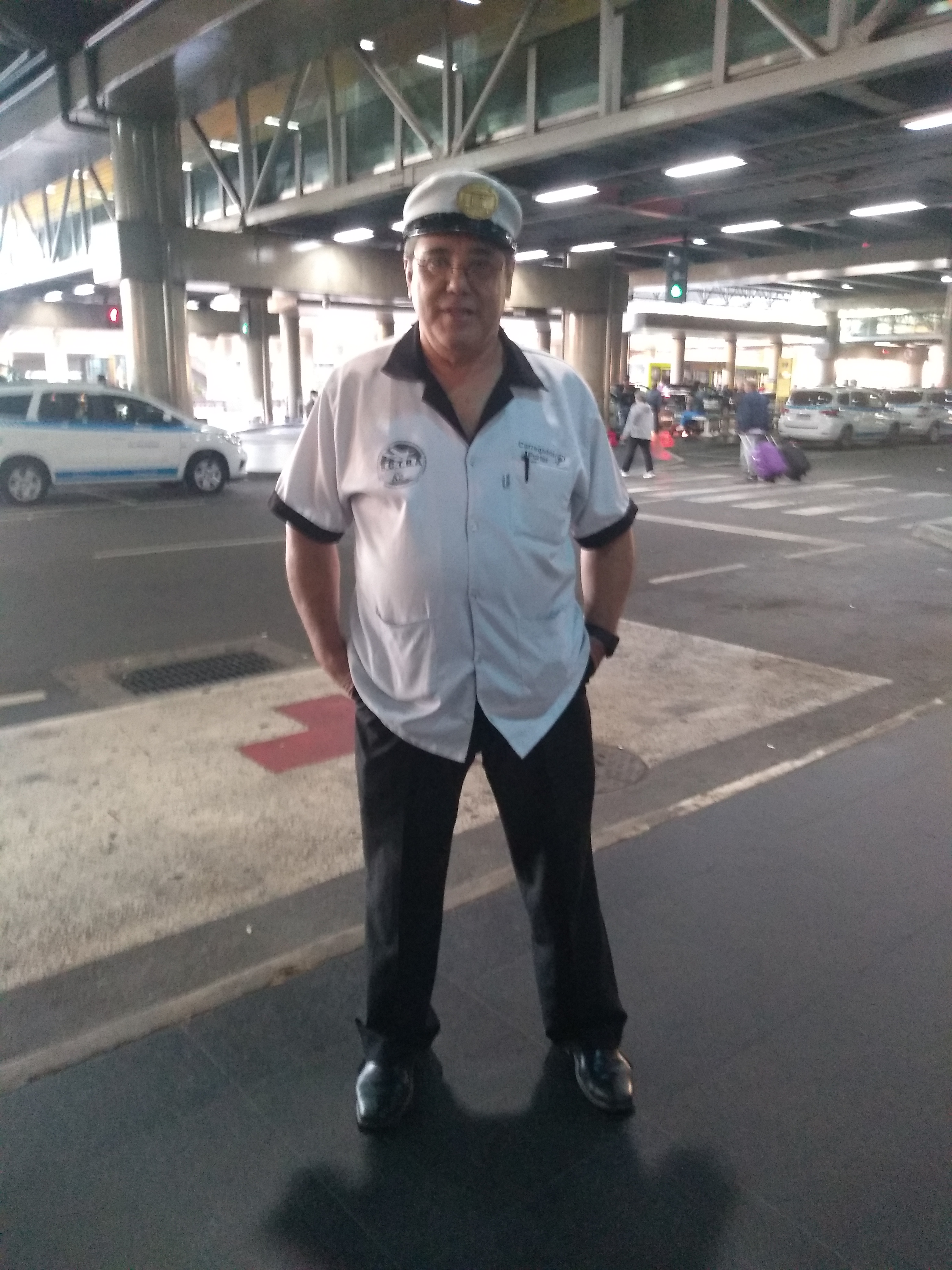
Um carregador de malas do Aeroporto Internacional de Guarulhos (2024)

Um carregador, também chamado de transportador, é a pessoa que transporta objetos, pessoas ou cargas para terceiros. A gama de serviços realizados pelos carregadores é extensa, desde o transporte de bagagens a bordo de um trem (um carregador ferroviário) até o transporte de cargas pesadas em altitude, sob condições climáticas adversas, em expedições de montanhismo de vários meses. Eles podem carregar itens nas costas (mochila) ou na cabeça. 
O uso de humanos para transportar cargas remonta ao mundo antigo, antes da domesticação de animais e do desenvolvimento da roda. Historicamente, permaneceu predominante em áreas onde a escravatura era permitida e existe hoje onde as formas modernas de transporte mecânico são impraticáveis ou impossíveis, como em terrenos montanhosos, ou em florestas densas.
Com o tempo, a escravatura diminuiu e a tecnologia avançou, mas o papel do carregador nos serviços de transporte especializados continua forte no século XXI. Os exemplos incluem mensageiros em hotéis, carregadores em estações ferroviárias e aeroportos e carregadores em viagens de aventura contratados por viajantes estrangeiros.